# Monokl

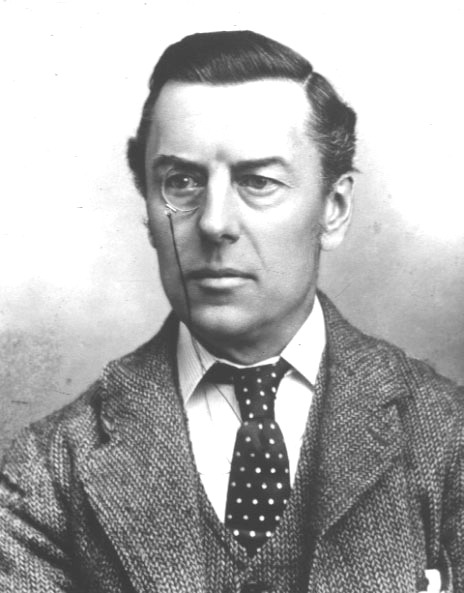
Joseph Chamberlain s nasazeným monoklem

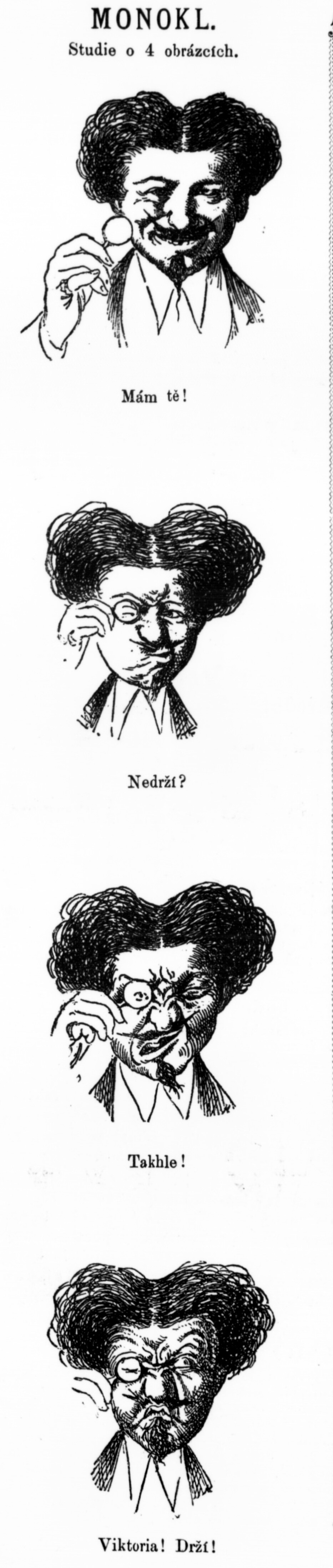
Nasazování monoklu (časopis Paleček, 1885)

Monokl (z francouzského monocle) je typ brýlí. Skládá se z jediné čočky vkládané mezi horní část lícní kosti a obočí. Ta je často pro jednodušší manipulaci zasazena do tenkého rámu, který je připojen provázkem či řetízkem k oblečení.

## Vývoj monoklu

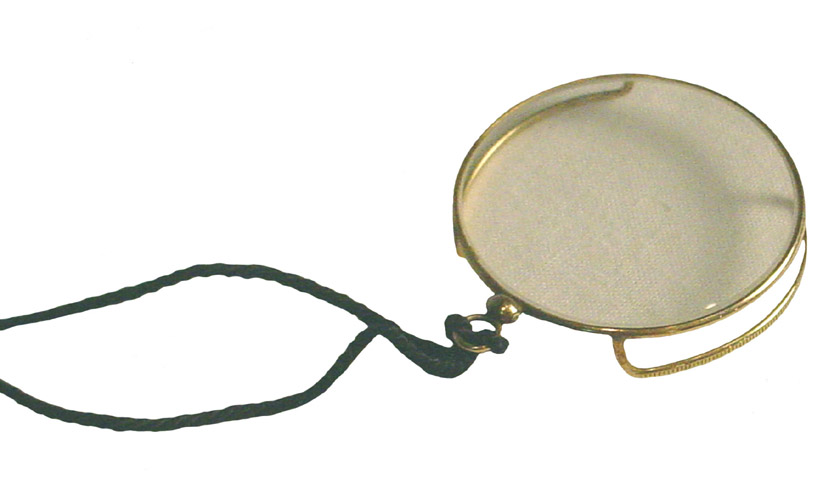
Monokl s „galerií“, počátek 20. století

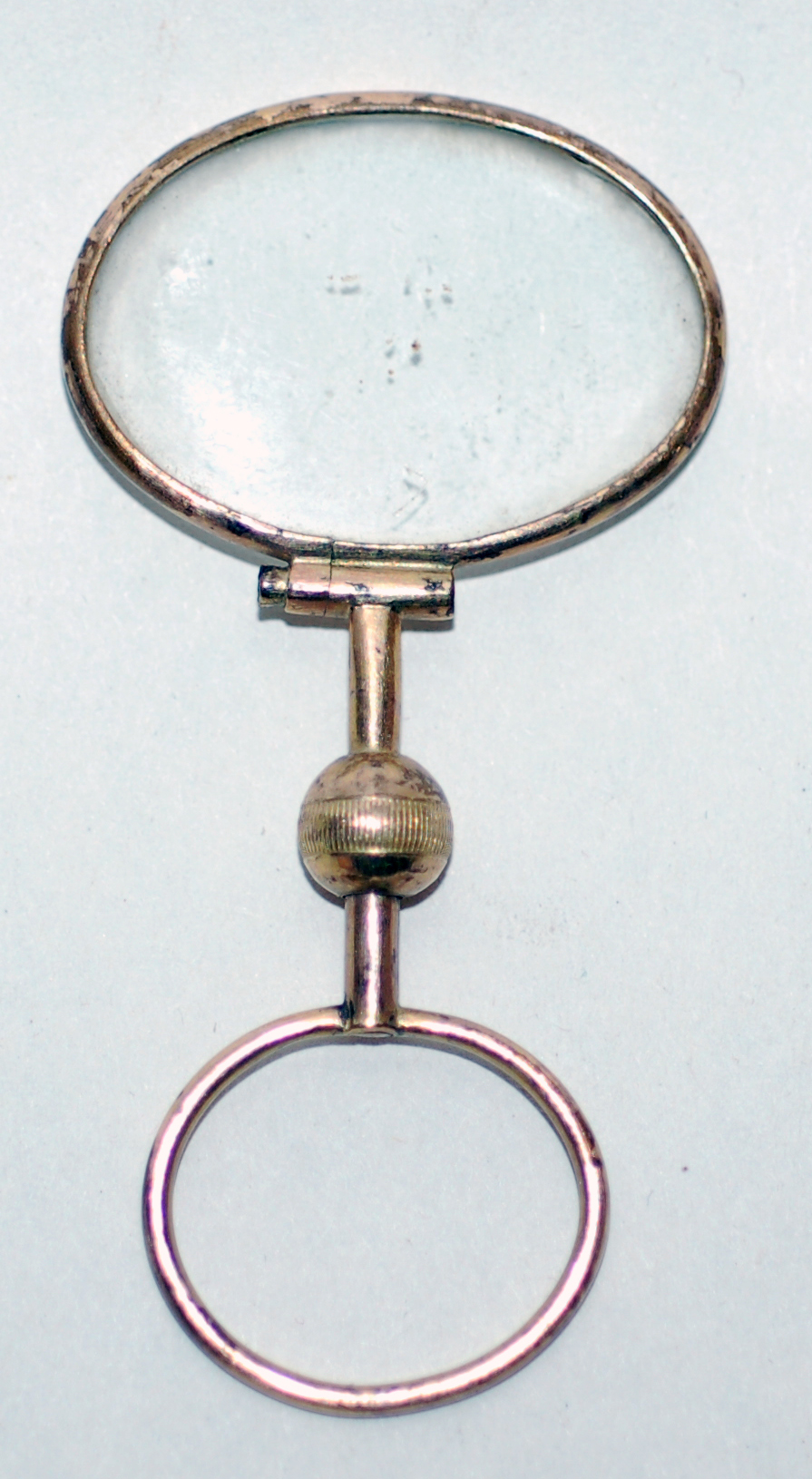
Monokl s rukojetí

První monokly se nosily v Anglii od 30. let 19. století. Sestávaly z jednoduché obroučky obepínající čočku.
Druhý typ, vyvinutý v 90. letech 19. století, byl nejpropracovanější; byl složen z rámu opatřeného obrubou zvanou galerie. Galerie byla navržena tak, aby pomohla udržet monokl ve větší vzdálenosti od oka, aby se ho řasy nemohly dotknout. Jednalo se o nejdražší typ, který mohl být přizpůsoben na míru nositeli.
Třetí druh monoklu byl bezrámový. Skládal se z čočky opatřené vroubkovaným okrajem, aby se lépe držel. Někdy měl z vyvrtaný otvor, kterým se protáhla šňůra,  častěji se ale nosil volně, bez šňůrky. Tento model byl na počátku 20. století úspěšný díky přizpůsobitelnému tvaru a přijatelné ceně. 
Předsudek, že je nošení monoklů nepříjemné, je mylný. Pokud jsou vhodné, lze je nosit bez jakékoli námahy, i když jejich pravidelná úprava je součástí života nositelů, jak je vidět ve filmech s Erichem von Stroheim.
Výhodou monoklu bylo, že umožňoval současné vidění s korekcí i bez korekce, čímž do jisté míry nahrazoval funkci brýlí bifokálních. Nevýhodou byla horší stabilita než u klasických brýlí se stranicemi.
Monokly dosáhly obliby v 19. století, především ve vyšších vrstvách společnosti. Již před první světovou válkou (1912) ale konstatoval fejetonista Lidových novin,  že nedávné široké užívání monoklu bylo módní záležitostí a že před i po této módní vlně naznačoval monokl spíše příslušnost k feudální vrstvě. Fejetonista konstatoval, že nošení monoklu je již řídké.  Ve 21. století jsou monokly považovány za archaické.

## Uživatelé monoklu (příklady)
Známými uživateli monoklu byli Fritz Lang, Erich von Stroheim, Richard Tauber, Walter Model, Wilhelm Keitel, Jaroslav Eminger, z herců a hereček např. Růžena Šlemrová.
V českém filmu byl monokl rekvizitou častého představitele aristokratů Čeňka Šlégla.

## Jiný význam
Slovo monokl také díky vnější podobnosti hovorově označuje podlitinu kolem oka.